# Liz Phair
Elizabeth Clark (Liz) Phair (New Haven (Connecticut), 17 april 1967) is een Amerikaanse singer-songwriter, gitariste en actrice. Haar kenmerkende gitaar is een Fender Duo-Sonic. Ze neemt een pioniersrol in voor wat betreft de vrouwelijke Amerikaanse artiesten van de jaren 90 en haar debuutalbum Exile in Guyville werd door Rolling Stone verkozen tot een van de 500 beste albums alle tijden.

## Afkomst en jeugdjaren
Phair werd geadopteerd door een welgestelde familie en samen met haar eveneens geadopteerde broer Philip opgevoed in Winnetka – een gegoede buitenwijk van Chicago. Ze studeerde Kunstgeschiedenis aan de Oberlin College in Ohio, waar ze afstudeerde in 1989. Op haar eerste albums refereert Phair vaak aan gebeurtenissen uit haar jeugd. Bijvoorbeeld in "Chopsticks": "...that I knew Julia Roberts when I was 12 at summer camp." Ze houdt of hield ervan een aura van mysterie op te werpen, maar bevestigde ook heel gemakkelijk zaken in interviews.

## Girlysound Tapes
Na haar studies verhuisde ze naar San Francisco, waar ze zich onderdompelde in de wereld van ondergrondse Indie rockbands, in het bijzonder met Chris Brokaw van de Amerikaanse band Come, en met Nash Kato van Urge Overkill. Brokaw was onder de indruk van de artieste en daagde haar uit enkele demo’s op te nemen. Phair nam de uitdaging aan en bij haar terugkeer in Chicago in 1991 begon ze met de opnamen van de Girlysound Tapes, een reeks van drie cassettes waarop ze in haar slaapkamer met behulp van haar bandrecorder 32 nummers opnam.

## Matador en Exile In Guyville
Ze maakte twee kopieën van de Girlysound Tapes, een voor aan Borkaw en een voor Tae Won Yu van de band Kicking Giant. De twee verspreidden de kopieën verder en de cassettes werden een verzamelobject. Op die manier kwam Phair in contact met Brad Wood en raakte ze bekend bij Gerard Cosley van Matador Records, die haar een contract aanbood. Na stevige onderhandelingen ging Phair akkoord en begon samen met Wood aan de eerste opnamen. In 1993 kwam haar debuutalbum Exile In Guyville uit. Het veroorzaakte een storm van vooral positieve kritiek. De verwachtingen waren hooggespannen voor het vervolg. Phair had een contract met Matador voor twee albums en een ep.

## Fan base, hiatus en "Whitechocolatespaceegg"
In 1994 kwam haar tweede album Whip-Smart uit. Critici en de geschreven pers waren minder enthousiast, aangezien het album de hoge verwachtingen niet inloste. De doelstelling was geweest om Phair in de mainstream-scene te brengen, wat slechts moeizaam leek te lukken. Ondertussen was een vrij grote aanhang ontstaan via diverse mailinglijsten. Phairs aanhangers begonnen de Girlysound Tapes te verzamelen en te verdelen. Daarnaast bracht Phair de ep Juvenilia uit met enkele herwerkte versies van Girlysound-nummers en B-kantjes, waaronder Turning Japanese: haar versie van het gelijknamige nummer van The Vapors, uit de jaren 80.
Het derde album liet lang op zich wachten. Er waren complicaties met de platenmaatschappij en op een bepaald ogenblik werd geheel vanaf nul herbegonnen. In die periode nam Phair enkele nummers op met Jim Ellison van Material Issue, onder meer Rocket Boy voor de soundtrack van de film Higher Learning. Het duurde tot 1998 voor whitechocolatespaceegg uitkwam, in samenwerking met opnieuw Wood. Het album vormde een reflectie van de groeifase die Phair de voorgaande jaren doormaakte: ze was volwassener geworden, getrouwd en moeder geworden. Al die elementen werden in het derde album verwerkt. De reacties waren niet lovender dan die op het vorige album. Voor de promotie ervan toerde Phair met de Lilith Fair, een Amerikaans muziekfestival voor uitsluitend vrouwelijke artiesten. Ze deelde de affiche met onder andere Sarah McLchlan, Emmylou Harris, Sheryl Crow en Missy Elliot. Ze speelde in die periode ook een aantal keren als voorprogramma voor Alanis Morissette.

## WCSE bootleg
De eerder genoemde groep fans slaagde erin om een set van twee cd's te bemachtigen, die bekend raakten als de WCSE-sessions. Op deze cd's stonden studioversies en nummers die niet op de oorspronkelijke cd waren geraakt. Via internet werden deze opnieuw verspreid. Na Lilith Fair nam Phair een tijdlang afscheid van de muziekindustrie.

## Capitol Records
In 2003 stapte Phair over naar Capitol Records. In hetzelfde jaar bracht ze een nieuw album uit, dat Liz Phair getiteld werd. Gedurende de voorgaande jaren was Phair met talloze andere projecten bezig geweest: zingen voor andere artiesten (Sheryl Crow met "Soaking Up The Sun"), filmrollen en dergelijke.
De eerste versie van het album, geproduceerd door Michael Penn, werd door de platenfirma koel onthaald. Er werd een akkoord gesloten om het album uit te brengen onder voorwaarde dat de producers van The Matrix het mochten herwerken. Dat trio verwierf bekendheid als songschrijvers van onder anderen Avril Lavigne en Britney Spears. Uiteindelijk werkte The Matrix slechts aan vier nummers op het album mee. Maar de recensenten vestigden desondanks veel aandacht op dit feit, en op deze nummers die verder afweken van Phairs eerdere werk. Het album kreeg bijgevolg bij het uitbrengen verdere negatieve reacties, en Phair kreeg het verwijt "te commercieel" te zijn geworden. Dit stigma zou ze lange tijd meeslepen, en het zou zelfs haar verdere carrière gaan bepalen.
Phair bracht een vijfde album uit in 2005, getiteld Somebody's Miracle. Het album was ingetogener en greep terug naar het vroegere werk, maar het kon zich op weinig belangstelling verheugen en oogstte gemengde kritieken. Haar carrière leek op een dieptepunt te zijn beland.

## Persoonlijk leven
In 1995 trouwde Phair met regisseur Jim Staskauskas, met wie ze een zoon kreeg. Ze zijn inmiddels gescheiden.

## Discografie

### Studioalbums
- 1993 - Exile in Guyville
- 1994 - Whip-Smart
- 1998 - whitechocolatespaceegg
- 2003 - Liz Phair
- 2005 - Somebody's Miracle
- 2010 - Funstyle
- 2021 - Soberish

### Ep's
- 1995 - Juvenilia
- 2003 - Comeandgetit

### Virtuele albums
- iTunes Originals - Liz Phair

### Compilaties
- 2003 - Retrospective
- 2014 - Icon
- 2018 - Girly-Sound to Guyville

### Demo's
- 1991 - "Girly Sound"
- 1996-1997 - "The whitechocolatespaceegg Sessions"
- 2003 - "The Liz Phair Sessions"

### Non-albumsingles
- 1993 - "Carnivore"
- 1996 - "Rocket Boy"
- 2003 - "Insanity"

## Filmografie als actrice
- Seeing Other People (2004)
- Cherish (2002)

## Filmografie als componist
- 2013 - The Client List (15 afleveringen)
- 2004 - Raising Helen (lied "Extraordinary")
- 2004 - 13 Going on 30 (lied "Why Can't I?")
- 2004 - Win a Date with Tad Hamilton! (lied "Why Can't I?")
- 2003 - How To Deal (lied "Why Can't I?")
- 2003 - Thirteen (lied "Explain It To Me")
- 2001 - Julie Johnson (lied "Uncle Alvarez")
- 2000 - High Fidelity (lied "Baby Got Going")
- 1999 - She's All That (lied "Baby Got Going")
- 1998 - The Horse Whisperer (lied "Chopsticks")
- 1997 - First Love, Last Rites (lied "Erecting A Movie Star")
- 1997 - Chasing Amy (lied "California")
- 1996 - Kids in the Hall: Brain Candy (lied "Six Dick Pimp")
- 1996 - Stealing Beauty (lied "Rocket Boy")
- 1996 - Walking and Talking (lied "Go West")
- 1995 - Higher Learning (lied "Don't Have Time")
- 1994 - Amateur (lied "Girls! Girls! Girls!")

## Publicaties
- Horror Stories: A Memoir, Random House, 2019 (autobiografie)